# Eisenbahnunfall von Tangiwai
| Nummernschild der Lokomotive (Auckland War Memorial Museum) |                   |                                   |                                   |
| Unfallstelle unterhalb des Ruapehu: Kreuzung der North Island Main Trunk Railway über den Whangaehu River |                   |                                   |                                   |
| Spurweite: | 1067 mm (Kapspur) |                                   |                                   |
| |                   |                                   |                                   |
| \| \| \| von Wellington \| \| \| \| 290,3 \| Waiouru \| 814 m[Anm. 1] \| \| \| 299,5 \| Tangiwei \| Tangiwei \| \| \| \| Whangaehu River → Fließrichtung → \| \| \| \| 307,1 \| Karioi \| Karioi \| \| \| \| nach Auckland \| \| \| \| \| \| \| \| Quellen: [1] \| \| \| \| |                   |                                   |                                   |
| Strecke |                   | von Wellington                    | von Wellington                    |
| Dienststation / Betriebs- oder Güterbahnhof | 290,3             | Waiouru                           | 814 m                             |
| Bahnhof | 299,5             | Tangiwei                          | Tangiwei                          |
| Brücke über Wasserlauf |                   | Whangaehu River → Fließrichtung → | Whangaehu River → Fließrichtung → |
| Bahnhof | 307,1             | Karioi                            | Karioi                            |
| Strecke |                   | nach Auckland                     | nach Auckland                     |
| |                   |                                   |                                   |
| Quellen: |                   |                                   |                                   |

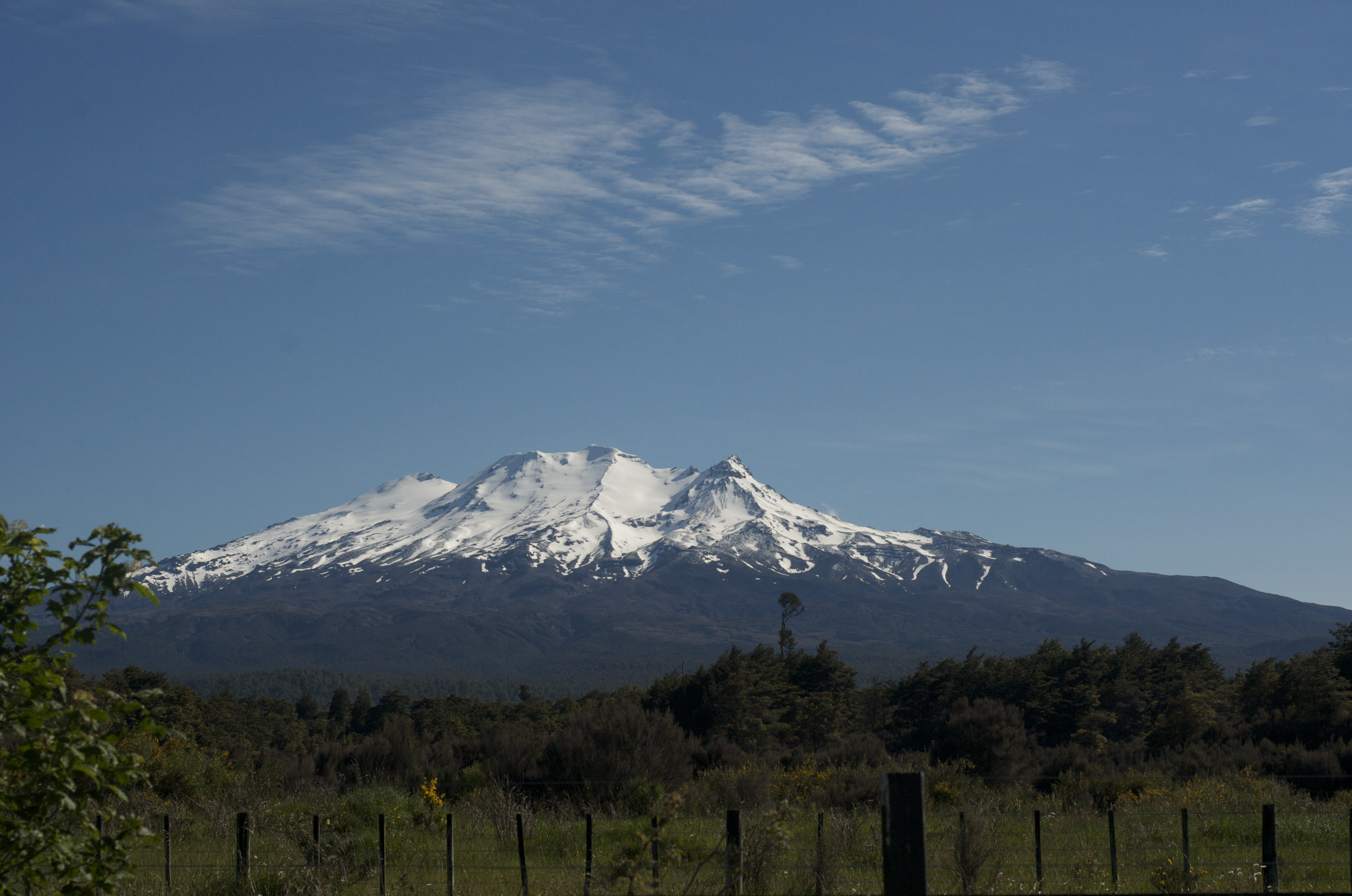
Mount Ruapehu

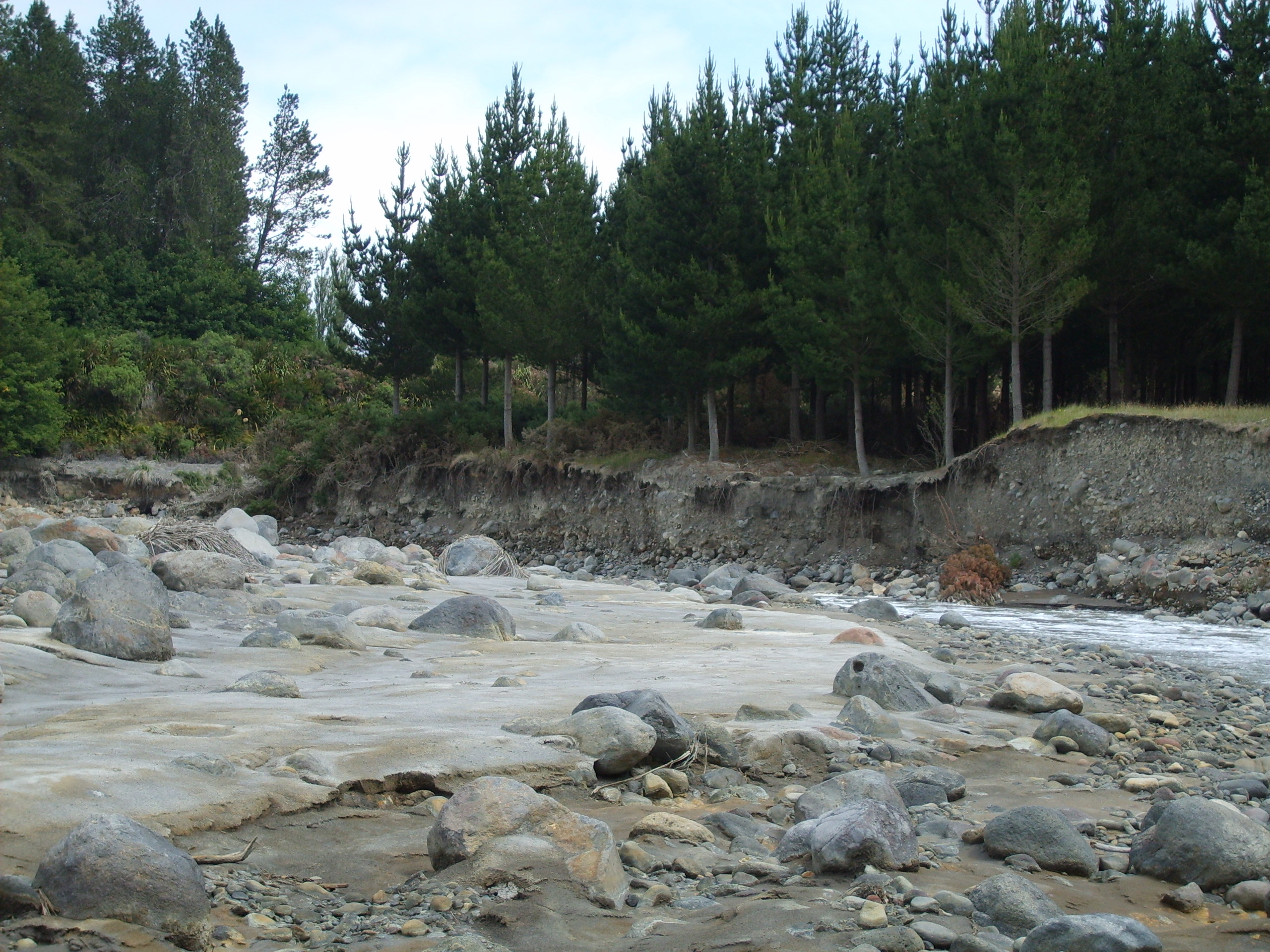
Whangaehu River nahe Tangiwai mit den Ablagerungen eines Lahars aus dem Jahr 2007

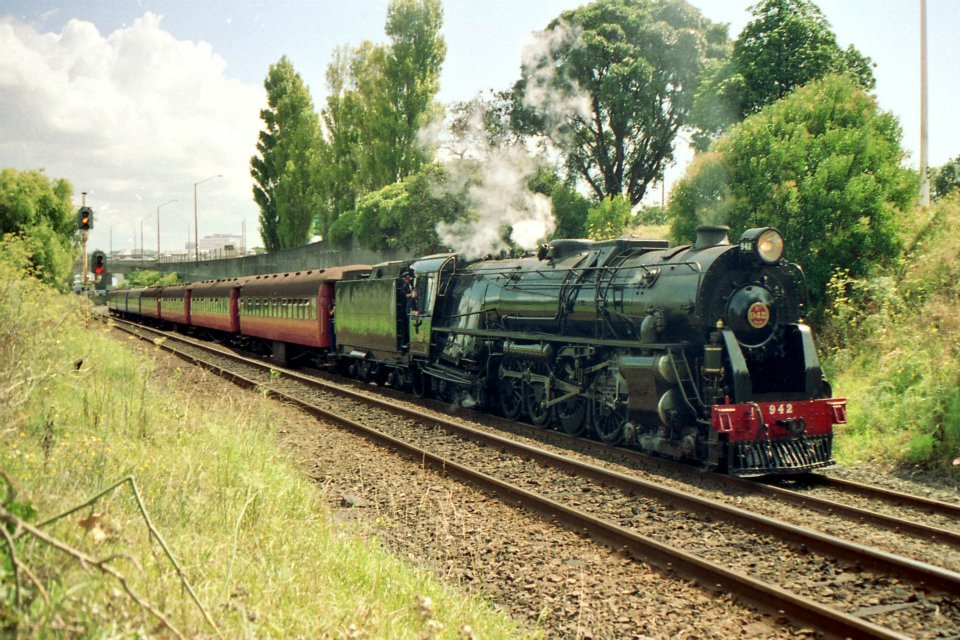
Ka 942 – Schwestermaschine der verunfallten Ka 949

Der Eisenbahnunfall von Tangiwai (englisch Tangiwai disaster) am 24. Dezember 1953 ist der schwerste Eisenbahnunfall in der Geschichte Neuseelands. Mit 151 Toten forderte er mehr Opfer als alle vorangegangenen Eisenbahnunfälle in Neuseeland zusammen.

## Ausgangslage

### Eisenbahninfrastruktur
Die North Island Main Trunk Railway verbindet auf der Nordinsel von Neuseeland die größte Stadt des Landes, Auckland, mit der Hauptstadt Wellington. Sie überquerte auf einer 60 Meter langen Brücke, die 1906 mit sechs Stützen gebaut worden war, am Fuß des Vulkans Ruapehu den Whangaehu River. Zur Sicherung der Brücke waren rund um deren mittlere Stützen 1946 acht Betonblöcke platziert worden, von denen jeder 5 t wog und schon 1936 waren 15 Wagenladungen Steine vor den Pfeilern aufgeschüttet worden.

### Geologie
Der Krater des Ruapehu birgt einen Kratersee, der teils von einem Gletscher umgeben ist und aus ihm gespeist wird. Dieser See ist die Quelle des Whangaehu River, der aus Spalten in der Eis- und Gesteinsmasse austritt.
Am 24. Dezember 1953, gegen 19:50 Uhr, wurde im Bereich des Ruapehu ein leichtes Erdbeben wahrgenommen. Die nächstgelegene Erdbebenwarte verzeichnete allerdings kein Erdbeben, aber Vibrationen, die vermutlich von dem die Barriere des Sees durchbrechenden Lahar ausgelöst wurden. Seit das aufgezeichnet wurde, hatten solche Ereignisse hier bereits mehrere Male stattgefunden.
Nach dem Unfall war der Spiegel des Kratersees um mehr als sechs oder acht Meter gesunken. Das entsprach einer Wassermenge von knapp einer halben Million Kubikmetern.

### Eisenbahnverkehr
Der Nachtzug von Wellington nach Auckland verkehrte unter der Zugnummer 626.  Er wurde von der ölgefeuerten Dampflokomotive KA 949 geführt, der ihr Schlepptender, 5 Wagen der 2. Klasse, 4 Wagen der 1. Klasse, ein Gepäckwagen und ein Bahnpostwagen folgten. Der letzte planmäßige Halt des Zuges vor dem Unfall war Waiouru, das er um 22:09 Uhr verließ. Die Zahl der Menschen, die sich zu diesem Zeitpunkt im Zug befanden, konnte nie restlos geklärt werden.
In der Gegenrichtung war ein Güterzug unterwegs. Die Zugkreuzung war im Bahnhof Tangiwai vorgesehen. Der Güterzug war verspätet und wurde deshalb im Bahnhof Karioi angehalten, um eine Verspätung des Schnellzugs zu vermeiden. Wäre er planmäßig verkehrt, wäre voraussichtlich der Güterzug in den Fluss gestürzt.
Der für den Zustand des Oberbaus der Strecke seitens der Staatsbahn (NZR) Zuständige hatte im Führerstand der Lokomotive des Tages-Schnellzuges gegen 14:15 Uhr am Tag des Unfalles die Brücke in Augenschein genommen und um 19:25 Uhr hatte ein Gemischter Zug die Brücke befahren, wobei dessen Personal nichts Ungewöhnliches bemerkte.

## Unfallhergang
Nachträgliche Untersuchungen legen nahe, dass das – wegen der vulkanischen Aktivität des Berges – relativ warme Wasser des Sees das umgebende Eis an einer Stelle durchgeschmolzen hat, das Eis brach und ein Teil des Seewassers als Lahar (Schlammlawine) ins Tal abging. Das Wasser des Kratersees, vermischt mit Asche und Geröll, schoss in einer massiven Welle entlang des Verlaufes des Whangaehu River ins Tal. Der Lahar traf gegen 22:10 Uhr oder 22:15 Uhr, also etwa 10 Minuten, bevor der Zug die Brücke erreichte, das Bauwerk. Im Bereich der Brücke war die Welle etwa fünf oder sechs Meter hoch, der Spitzenwert der Durchflussgeschwindigkeit lag bei etwa 850 m3/Sekunde. Der Durchfluss des Lahars dauerte etwa 15 Minuten, dann sank das Wasser sehr schnell. Am nächsten Morgen war der Pegel wieder normal. Der Gewalt des Lahars hielt die Sicherung der Pfeiler durch Betonblöcke und Bruchsteine nicht stand. Zwei Pfeiler wurden vermutlich bereits anfangs weggerissen, zwei weitere von dem abstürzenden Zug gekippt. Die mittleren Pfeiler zerbrachen in mehrere Teile. Der Mittelteil des vierten Pfeilers wurde 270 m flussabwärts geschoben, der obere Teil nie gefunden.  Die flussabwärts hinter einer 90°-Biegung des Flusslaufs folgende Straßenbrücke wurde beschädigt und drei weitere flussabwärts gelegene Brücken weggespült.
Gegen 22:21 Uhr fuhr der Nachtexpress von Wellington nach Auckland auf die Tangiwai-Eisenbahnbrücke zu, als der Lahar seinen Höchststand erreichte. Ein Autofahrer aus Taihape musste seinen Wagen anhalten, weil er die überflutete Straßenbrücke über den Fluss nicht passieren konnte. Er lief mit einer Taschenlampe dem Zug entgegen, um den Lokführer zu warnen. Ob das Lokpersonal ihn wahrnahm, blieb ungeklärt. Aber es ist wahrscheinlich, dass es noch eine Schnellbremsung einleitete. Sie fand statt – unklar ist allerdings, ob sie eventuell erst durch die reißenden Bremsschläuche ausgelöst wurde. Dafür, dass das Lokpersonal die vor dem Zug liegende Gefahr noch erkannte, spricht, dass der Hahn für die Ölzufuhr geschlossen war, als das Wrack der Lokomotive untersucht wurde sowie weitere Anhaltspunkte. In dem Moment, als der Zug die Brücke erreichte, war er mit einer Geschwindigkeit von 60 km/h oder etwas mehr unterwegs. In diesem Moment war der Schienenstrang über die Brücke noch durchgehend vorhanden. Ob allerdings die Subkonstruktion noch vollständig vorhanden war, konnte der Augenzeuge wegen der Dunkelheit und aus seinem Blickwinkel nicht erkennen. Die Brücke brach jedenfalls spätestens in dem Moment zusammen, als die Lokomotive sie befuhr. Die Lokomotive schlug etwa 35 m jenseits der Abbruchstelle der Brücke, fast am gegenüberliegenden Ufer auf. Sie stürzte in den Whangaehu und riss den Schlepptender sowie die folgenden fünf Personenwagen der zweiten Klasse mit in die Tiefe, wo sie mit dem Lahar flussabwärts trieben (einer mehr als zwei Kilometer weit). Aus diesen Wagen konnten sich nur wenige Menschen retten. Zwei der 5 t schweren Beton-Klötze, die die Pfeiler der Brücke schützen sollten, fanden sich 55 Meter unterhalb der Brücke.
Die vier Wagen der ersten Klasse, der Dienstwagen und ein Postwagen verblieben im Gleis. Der vorderste dieser Personenwagen befand sich jedoch auf der Kippe an der Abbruchkante. Der Autofahrer und der Schaffner des Zuges eilten den Menschen in diesem Wagen zu Hilfe. Obwohl der Wagen kurz darauf ebenfalls in die Tiefe stürzte und ein Stück flussabwärts trieb, gelang es den beiden, fast alle Passagiere durch die zerborstenen Fenster zu befreien. Allerdings ertrank hier ein eingeklemmtes Mädchen.

## Folgen

### Unmittelbare Folgen
Von den 285 Reisenden überlebten 134 die Katastrophe, 151 starben. Die meisten ertranken oder erstickten im Schlamm. Unter den Opfern befanden sich 148 Passagiere der zweiten Klasse (nur 28 von insgesamt 176 überlebten), das Mädchen aus der ersten Klasse, der Lokführer und der Heizer. Der Eisenbahnunfall von Tangiwai übertraf damit den Eisenbahnunfall von Hyde vom 4. Juni 1943, der 21 Menschenleben forderte und der bis dahin folgenreichste in Neuseeland war.

### Rettungsmaßnahmen
Die ersten Helfer waren die Reisenden aus den Wagen, die im Gleis geblieben waren. Aus benachbarten Orten konnte schnell Hilfe geholt werden, was vor allem durch Autofahrer, die auf der zur Bahnstrecke parallel verlaufenden Straße unterwegs waren, gelang. Erschwert wurde die Hilfe, weil es bedeckt und sehr dunkel war. Zur Beleuchtung standen den Ersthelfern zunächst nur einige Taschenlampen und Autoscheinwerfer zur Verfügung. Eine Stunde nach dem Unfall war die Armee mit einem Dieselgenerator und Scheinwerfern vor Ort.
In den folgenden Tagen wurden beide Flussufer zwischen der Unfallstelle und der Mündung systematisch abgesucht. Dabei wurden weitere Leichen geborgen, 60 davon in dem Bereich bis zu 24 km unterhalb der Unfallstelle. 20 Vermisste wurden nie gefunden und wurden wahrscheinlich in die Tasmansee gespült, 160 Kilometer von der Unfallstelle entfernt. Die geborgenen Leichen – letztendlich 114 – wurden zur Identifizierung in einer Halle in Waiouru gesammelt und dann am 27. Dezember mit einem Sonderzug abgeholt. Die Identifizierung der Toten gestaltete sich schwierig und blieb in mehreren Fällen erfolglos.
Viele der Reisenden waren auf dem Weg zu Weihnachtsbesuchen. Die Bergungsmannschaften fanden im Schlamm des Lahars noch tagelang Geschenke, Teddybären und Spielzeug.

### Instandsetzung
Der Unfall hatte die wichtigste Eisenbahnstrecke Neuseelands getroffen. So wurde bereits am 26. Dezember, die Bergungsarbeiten waren bei weitem noch nicht abgeschlossen, mit dem Bau einer Behelfsbrücke begonnen, die 150 Mitarbeiter der Bahn innerhalb von sechs Tagen fertigstellten und die dann sofort genutzt wurde. Während dieser Tage wurde der Verkehr über die Bahnstrecken Stratford–Okahukura und Marton–New Plymouth umgeleitet.

### Unfalluntersuchung und Folgerungen
Die Kommission zur Untersuchung des Unfalls tagte vom 26. Januar 1954 bis zum 2. April 1954. Sie vernahm 58 Zeugen. Der Untersuchungsbericht umfasst 1360 Seiten. Die Schlussfolgerung war, dass Höhere Gewalt vorgelegen habe und keine Person für den Unfall verantwortlich gemacht werden könne.  Darüber hinaus sprach sie einige Empfehlungen aus:
- Einrichtung einer eigenen Abteilung für Planung und Unterhalt von Eisenbahnbrücken
- Zusätzliche Lampen für die Notbeleuchtung in der im Gepäckwagen mitgeführten Notfallausrüstung
- Verlegung des Bahnhofs Tangiwai näher an die Brücke oder Stationierung einer Brückenwache
- Installation eines Warnsystems im Flussbett weit oberhalb der Brücke
- Verstärkte Forschung zu den Gefahren, die sich aus dem neuseeländischen Vulkanismus ergeben

Als Konsequenz aus dem Unfall wurde durch das New Zealand Railways Department ein Lahar-Warnsystem zur Überwachung der Wasserstände der Flüsse installiert. Auch das Signalsystem wurde angepasst: Bricht ein Gleis, stellen sich alle Signale, die den entsprechenden Abschnitt der Bahnstrecke sichern, sofort auf „Halt“.

### Gedenken
Zum Zeitpunkt des Unfalls besuchten Königin Elisabeth II. und Prinz Philip Neuseeland und hielten sich am Abend des 24. Dezember 1953 in Auckland auf. In ihrer Weihnachtsansprache, die am folgenden Abend aus Auckland gesendet wurde – es war ihre zweite überhaupt – wurde ein Absatz angefügt, in dem die Königin auf den Unfall einging und dem neuseeländischen Volk ihr Mitgefühl aussprach. Prinz Philip nahm am 31. Dezember an dem Staatsbegräbnis für die 21 nicht identifizierten Opfer teil, die in einem Gemeinschaftsgrab auf dem Karori-Friedhof in Wellington beigesetzt wurden. Dort wurde im März 1957 eine Gedenkstätte eingeweiht. In London fand ein Gedenkgottesdienst in der Westminster Abbey statt, an dem 1400 Menschen teilnahmen.
Solange der Nachtzug Wellington-Auckland verkehrte, wurde, wenn er am Heiligen Abend die neue Brücke querte, auf Schritttempo verlangsamt und der Lokomotivführer warf einen Blumenstrauß im Gedenken an die Opfer in den Fluss.

### Tangiwai Disaster Memorial

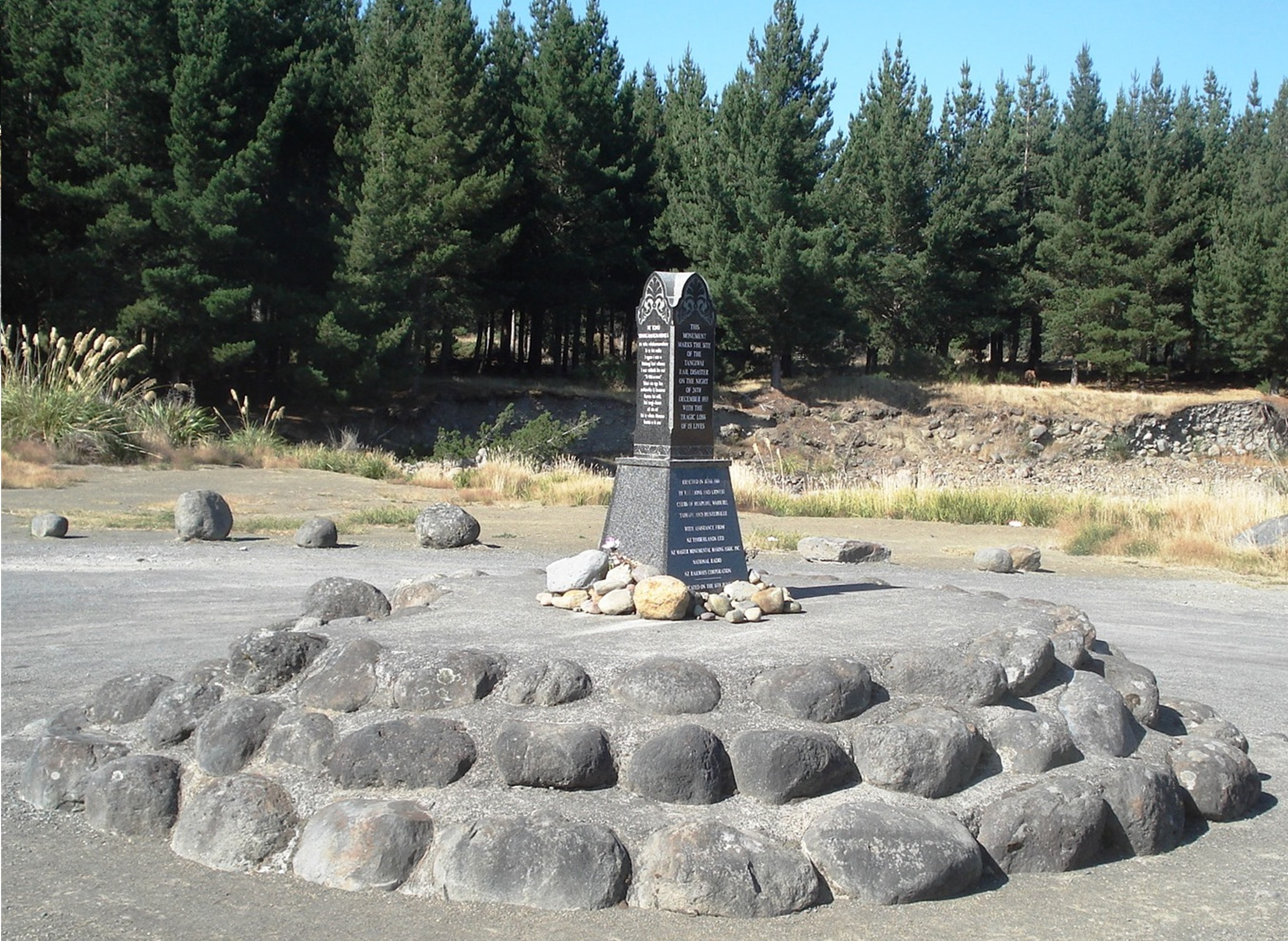
Das „Tangiwai Disaster Memorial“

- An der Unfallstelle wurde eine Gedenkplakette installiert.[38]
- In der Nähe der Unfallstelle wurde das Tangiwai Disaster Memorial errichtet.